# Brèva e Tivàn
Brèva e Tivàn è il primo album pubblicato dal cantautore italiano Davide Van De Sfroos, dopo lo scioglimento del suo precedente gruppo, i De Sfroos. Il disco, apparso nel 1999, ottenne un buon successo di pubblico e critica e gli valse il premio Tenco 1999 a Sanremo come migliore artista emergente.
Il titolo dell'album (ed anche della sua ultima canzone) cita i due principali venti che soffiano nella zona del lago di Como, la Breva - che generalmente spira nelle ore pomeridiane verso nord - ed il Tivano, vento mattutino che proviene invece dalla Valtellina.
Quello del vento è un tema ricorrente per il cantautore comasco: ad esso e alla sua libertà è infatti dedicata la canzone conclusiva di tutti i suoi album.
Tra i brani presenti in questo disco, si distinguono Il figlio del Guglielmo Tell (che ebbe molto successo, per ovvi motivi, anche nella vicina Svizzera di lingua italiana), Il duello (la storia di due uomini che iniziano ad offendersi a vicenda ed arrivano quasi a sostenere un duello armato con le proprie pistole ma alla fine obbediscono senza fiatare alle proprie mogli che li richiamano a casa per la cena, brano che ebbe una discreta rotazione radiofonica a scala nazionale) e due classici da allora sempre riproposti in ogni concerto, La balera e Pulènta e galèna frègia, quest'ultima ancor'oggi tra le canzoni più apprezzate dai fan di Davide Van De Sfroos tanto da essere utilizzate come cori da stadio dai tifosi del Como, squadra della quale Van De Sfroos è un noto tifoso.

## Tracce
1. Föemm e pruföemm
2. La balèra
3. Il figlio di Guglielmo Tell
4. La nòcc
5. Hoka Hey
6. La balàda del Genesio
7. Cau boi
8. Cyberfolk
9. Pulènta e galèna frègia
10. Il duello
11. Ninna nanna del contrabbandiere
12. Brèva e Tivàn

## Formazione
- Davide Van De Sfroos - voce e chitarra
- Billa the kid - Fisarmoniche, tromba e tastiere
- Robi Gobi - chitarre soliste
- Nonu Aspis - flauti vari, sax e la sua canna di bambù
- Radio "Titti" Garoffolo - contrabbasso
- Franco "Statüa" Svanoni - batteria e percussioni